# Zbaraj
Zbaraj (în ucraineană Збараж) este orașul raional de reședință al raionului Zbaraj din regiunea Ternopil, Ucraina. În afara localității principale, nu cuprinde și alte sate.

## Demografie
Componența lingvistică a orașului Zbaraj
     Ucraineană (98,13%)
     Rusă (1,67%)
     Alte limbi (0,12%)
Conform recensământului din 2001, majoritatea populației orașului Zbaraj era vorbitoare de ucraineană (98,13%), existând în minoritate și vorbitori de rusă (1,67%).